# وادی النصاری
وادی النصاری (به عربی: وادی النصاری) یک منطقهٔ مسکونی در سوریه است که در استان حمص واقع شده‌است.